# 1828
1828 (số La Mã – MDCCCXXVIII) là một năm nhuận bắt đầu vào thứ Ba trong lịch Gregory.

## Sinh
- 17 tháng 1 – Eduard Reményi, nghệ sĩ violin và nhà soạn nhạc Hungary (m. 1898).
- 23 tháng 1 – Alfred von Kaphengst, sĩ quan quân đội Phổ (m. 1887).
- 24 tháng 1 – Ferdinand Cohn, nhà s. học Đức (m. 1898).
- 5 tháng 2 – Nguyễn Phúc Tường Tĩnh, phong hiệu Xuân Vinh Công chúa, công chúa con vua Minh Mạng (m. 1875)..
- 8 tháng 2 – Jules Verne, nhà văn Pháp (m. 1905).
- 18 tháng 3 – William Randal Cremer, Nghị sĩ Hạ nghị viện Vương quốc Anh (m. 1908).
- 20 tháng 3 – Henrik Ibsen, nhà văn Na Uy (m. 1906).
- 6 tháng 4 – Willoughby Smith, kỹ sư điện Anh (m. 1891).
- 27 tháng 4 – Leopold Auerbach, nhà giải phẫu học, nhà bệnh học thần kinh Đức (m. 1897).
- 8 tháng 5 – Henri Dunant, nhà kinh doanh và nhà hoạt động xã hội Thụy Sĩ (m. 1910).
- 12 tháng 5 – Dante Gabriel Rossetti, họa sĩ Anh gốc Ý (m. 1882).
- 15 tháng 6 – Nguyễn Phúc Nhàn Thục, phong hiệu Gia Lạc Công chúa, công chúa con vua Minh Mạng (m. 1864).
- 20 tháng 6 – Trang Ý Hoàng thái hậu, Thái hậu nhà Nguyễn, chánh cung của vua Tự Đức, mẹ nuôi của vua Dục Đức (m. 1903).
- 31 tháng 8 – Nguyễn Phúc Miên Quân, tước phong Hòa Quốc công, hoàng tử con vua Minh Mạng (m. 1863).
- 9 tháng 9 – Walter von Loë, sĩ quan quân đội Phổ (m. 1908).
- 9 tháng 9 – Lev Nikolayevich Tolstoy, nhà văn Nga (m. 1910).
- 15 tháng 9 – Aleksandr Mikhailovich Butlerov, nhà hóa học Nga (m. 1886).
- 28 tháng 9 – Bernhard von Gélieu, tướng lĩnh quân đội Phổ (m. 1907).
- 30 tháng 9 – Lahiri Mahasaya, Yogi Ấn Độ (m. 1895).
- 5 tháng 10 – Nguyễn Phúc Miên Kháp, tước phong Tuy An Quận công, hoàng tử con vua Minh Mạng (m. 1893).
- 17 tháng 10 – Soejima Taneomi, nhà ngoại giao Nhật Bản (m. 1905).
- 27 tháng 10 – Nguyễn Phúc Miên Tằng, tước phong Hải Quốc công, hoàng tử con vua Minh Mạng (m. 1896).
- 31 tháng 10 – Joseph Swan, nhà vật lý và nhà hóa học Anh (m. 1914).
- 14 tháng 11 – James B. McPherson, sĩ quan Quân đội Hoa Kỳ (m. 1864).
- 18 tháng 11 – John Langdon Down, bác sĩ Anh (m. 1896).
- Không rõ – Bào Siêu, tướng nhà Thanh (m. 1886).
- Không rõ – Đặng Xuân Bảng, quan nhà Nguyễn (m. 1910).
- Không rõ – Phan Đỉnh Tân, tướng nhà Thanh (m. 1888).
- Không rõ – Nguyễn Đình Tựu, quan nhà Nguyễn (m. 1888).

## Mất
- 16 tháng 4 – Francisco de Goya, họa sĩ Tây Ban Nha (s. 1746).
- 28 tháng 9 – Shaka, vua của Vương quốc Zulu (s. 1787).
- 19 tháng 11 – Franz Schubert, nhà soạn nhạc Áo (s. 1797).
- 22 tháng 12 – William Hyde Wollaston, nhà vật lý, nhà hóa học Anh
- Không rõ – Bùi Dương Lịch, văn thần Việt Nam (s. 1757).
- Không rõ – Vũ Trinh, danh sĩ Việt Nam (s. 1759).